# Aczakoik
Aczakoik, Wielka Kobieta – najwyższa bogini-matka u Arapeszów, została zabita pod postacią kazuara, z którego kości wyrosły jadalne rośliny. Jej łono jest światem zagrobowym. Odgrywa ważną rolę w obrzędach inicjacyjnych chłopców.